# Helminthoglypta allynsmithi
Helminthoglypta allynsmithi är en snäckart som beskrevs av Henry Augustus Pilsbry 1939. Helminthoglypta allynsmithi ingår i släktet Helminthoglypta och familjen Helminthoglyptidae. IUCN kategoriserar arten globalt som sårbar. Inga underarter finns listade i Catalogue of Life.